# Araeopteron ecphaea
Araeopteron ecphaea är en fjärilsart som beskrevs av George Francis Hampson 1914. Araeopteron ecphaea ingår i släktet Araeopteron och familjen nattflyn. Inga underarter finns listade i Catalogue of Life.